# سفارت آلمان در تل‌آویو
سفارت آلمان در تل‌آویو (به لاتین: Embassy of Germany) یک منطقهٔ مسکونی و نمایندگی سیاسی این کشور در اسرائیل است که در تل‌آویو واقع شده‌است.